# 鄭王 (明朝第九任)
朱由？（名不详）（17世纪—？），明朝郑王朱常澂子。
隆武二年（1646年）十二月，广州失守，朱常澂遇害，朱由？袭封郑王，后来随朱成功赴东宁。
永历三十七年（1683年），清朝占领台湾，朱由？投降，被安置在河南开封府杞县。